# جاده ۱ ایالات متحده آمریکا
جاده ۱ ایالات متحده آمریکا (انگلیسی: U.S. Route 1) یکی از بزرگراه‌های اصلی سیستم بزرگراهی ایالت متحده آمریکا است که به طول ۳٬۸۱۳ کیلومتر از کی وست، فلوریدا شروع و در مرز ایالات متحده آمریکا–کانادا در کلیر، نیوبرانزویک به پایان می‌رسد.

## نگارخانه

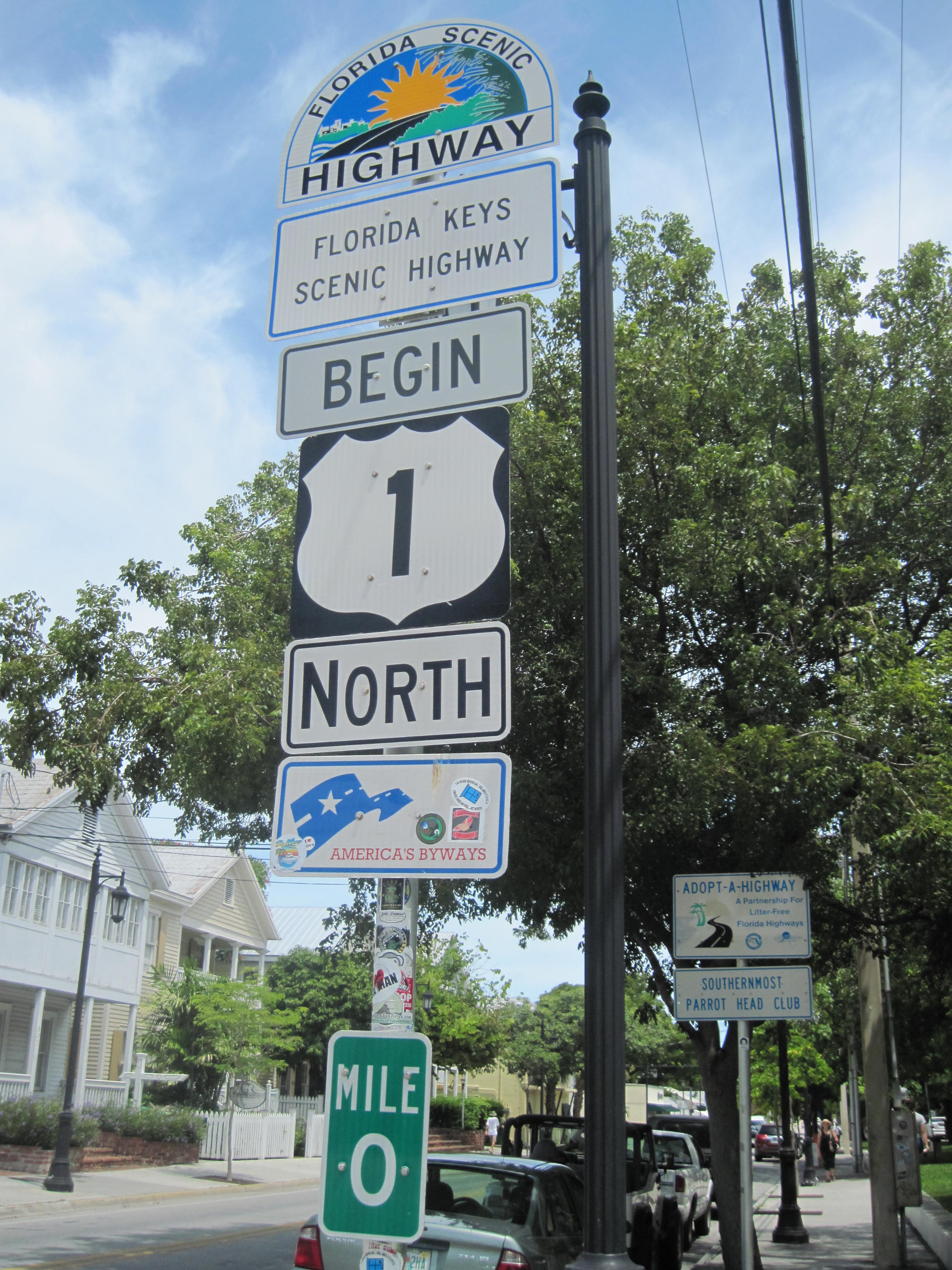
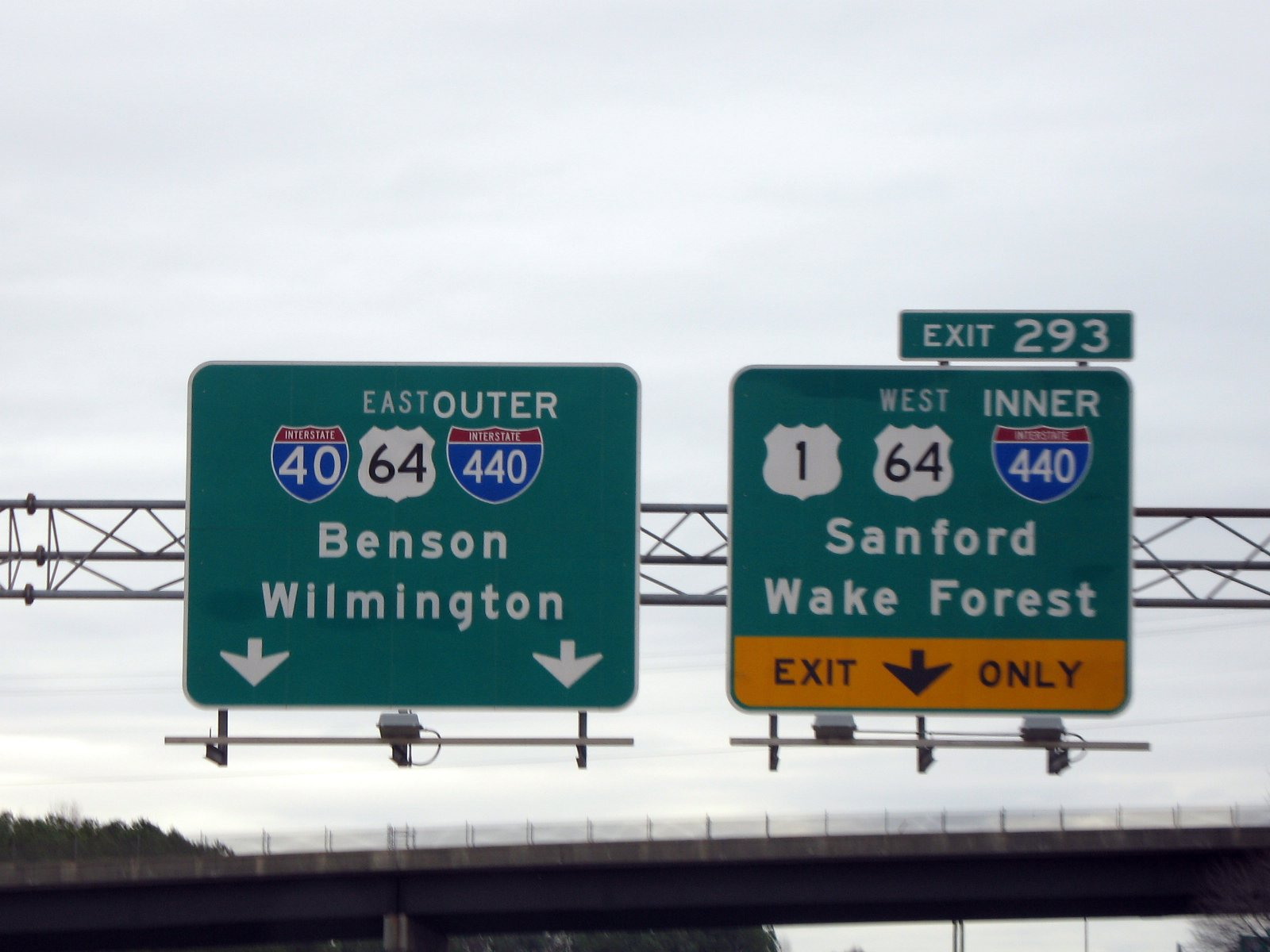
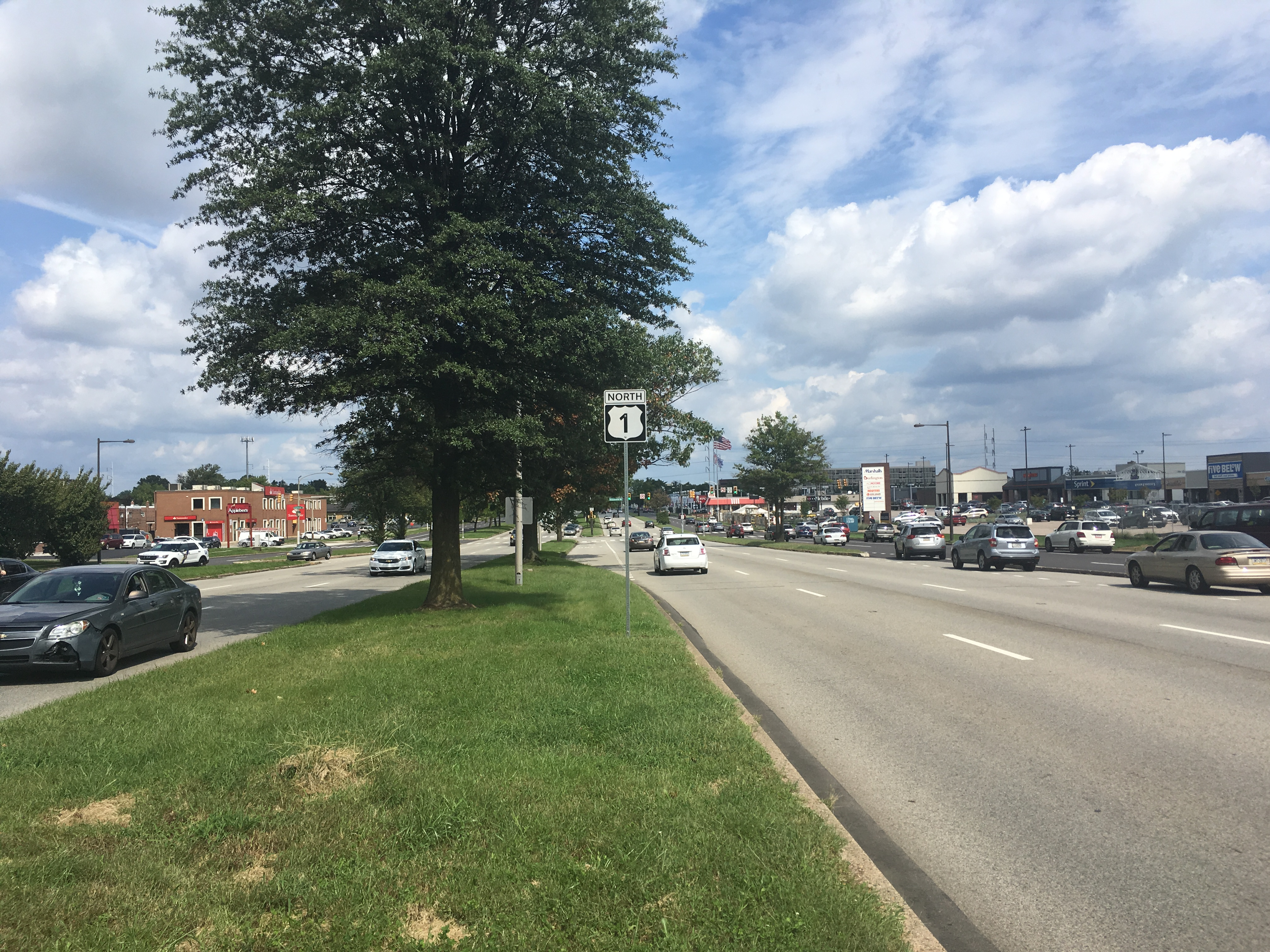